# Super NES Emulator SE
El Super NES Emulator SE fue un sistema de desarrollo de juegos patrocinado por Nintendo para el Super Nintendo Entertainment System  .  Fue diseñado por Intelligent Systems y se vendió solo a las casas de desarrollo con licencia de Nintendo. 

## Vistas físicas
El dispositivo tiene la forma de una gran caja de metal rectangular, aproximadamente 18   pulgadas de alto, y 12   pulgadas de ancho, y 13   pulgadas de profundidad  La caja está pintada de gris y lleva la marca "Emulator SE" en el frente en gris. 
El dispositivo tiene dos puertos de controlador en la parte inferior que son puertos de controlador Super NES estándar.  La parte posterior del dispositivo incluía dos interfaces SCSI de 50 pines diseñadas para conectarse a una PC con MS-DOS .  Uno de estos puertos vino con un terminador.  La parte posterior del dispositivo también tiene un puerto etiquetado "Multi-Out", que es idéntico al puerto Multi-out en una plataforma de control normal Super NES. 
Debajo de eso, tiene un DIP switch de 8 posiciones.  Debido a que no hay una copia conocida de la documentación de esta máquina, la función de los interruptores es desconocida, aunque es posible que el interruptor se utilice para establecer la ID SCSI del dispositivo. 
Las unidades llevan números de serie de cinco dígitos. 
El dispositivo está calificado para consumir 40 vatios de potencia a 120 V y tiene una fecha de copyright de 1991.  Tiene un conector IEC 60320 C14 . 

## Configuraciones
Las unidades vinieron en al menos dos y posiblemente más configuraciones con un subsistema de composición de canciones y un subsistema de diseño de sprites como una opción. 
Una opción de configuración agrega un puerto etiquetado como "MIDI" que contiene un conector MIDI estándar (aunque no se sabe si el puerto es realmente compatible con MIDI), y un solo conector de estilo RCA en rojo.  La investigación de los circuitos internos del dispositivo sugiere que esta toma RCA se utiliza para grabar sonidos en el dispositivo para su uso en la composición musical. 
Otra opción de configuración agrega un puerto llamado " RGB analógico" y presenta un puerto hembra DB-9 .  Los circuitos internos nuevamente sugieren que el puerto es un puerto EGA , aunque probablemente tenga un diseño más cercano a los puertos utilizados en la computadora Commodore 128 . 

## Una mirada al interior
Dentro de la unidad, hay una placa posterior montada en la parte inferior de la caja, que proporciona seis ranuras de interfaz que tienen el mismo número de pines y diseño de bus que los conectores NuBus .  La unidad más complicada conocida hasta la fecha tiene cuatro de estas ranuras ocupadas.  Esta misma placa también proporciona a la unidad un conector de expansión en la parte inferior de la caja, idéntico al de la SNES. 
El interior de la unidad más compleja consiste en una placa lógica principal, que tiene todos los componentes de un Super NES, incluyendo la CPU SNES 65816 , los PPU y la RAM de trabajo.  Esta placa también tiene el controlador SCSI y un procesador NEC V20 , y además un chip EPROM de 32k. 
Al examinar el chip ROM en el vector de reinicio, se muestra una instrucción JMP fuera de la ubicación asignada en memoria del chip. 
Todos los emuladores conocidos SE también tienen una posición en esta placa donde se podría montar una unidad de codificación SNES-RF estándar, para proporcionar un puerto de RF externo (idéntico al del Super NES) justo por encima del puerto "Multi-Out", sin embargo no hay especímenes conocidos tienen este puerto instalado. 
Esta placa también incluye un conector para un módulo APU Super NES estándar, que se conecta mediante cables a la siguiente placa hacia arriba, que es la placa que contiene el conector MIDI y RCA.  Esta placa de audio tiene muchos chips de RAM , con un tamaño total de 2 MB .  La placa de audio también tiene muchos convertidores de analógico a digital .  Esta placa también tiene un chip EPROM de 32k, pero está soldada a la placa y no se puede extraer de forma segura para su investigación. 
Por encima de ese tablero está el tablero que presenta el puerto RGB.  Se conecta solo al conector de estilo NuBus y tiene otra cantidad significativa de RAM en él. 
Encima de esa placa se encuentra la placa del cartucho, que contiene un ram de un total de 32 Mb o 4 MB, que era el cartucho de tamaño máximo que Super NES podía soportar sin el uso de chips de direccionamiento especiales.  Estos chips de memoria RAM estaban todos conectados.  La placa tiene un conjunto separado de 8 chips que parecen ser un área de almacenamiento con una batería de respaldo, tal vez similar a los datos de la batería en un cartucho Super NES. 
Esta placa también tenía tres ranuras para chips vacías, y una cercana se llenó con un chip Nintendo DSP1. 
Otro Emulador SE muestra esta placa con solo 16 Mb de memoria instalada y sin chip DSP1. 
Todos los tableros llevan la designación "Intelligent Systems ICE".  El acrónimo probablemente significa "In-Circuit Emulator.". 

## Funcionalidad
El dispositivo fue diseñado para ser utilizado con varias aplicaciones de software diseñadas para MSDOS que le permitieron programar juegos para el Super NES, compilarlos y luego cargarlos en el Emulator SE y ejecutar el juego.  La PC podría entonces monitorear el estado del juego y usarse para la depuración. 
Ninguna copia del software para el Emulador SE está disponible públicamente. 
Sin el software, encender la unidad enciende la luz delantera en rojo y la unidad emite una señal de video NTSC negra y una señal de audio. 

## Rareza
Se desconoce cuántas de estas unidades fueron producidas.  Al menos cinco unidades están en manos de coleccionistas, y se confirma la existencia de cinco adicionales. 

## Uso
Square Soft tenía al menos dos de estas unidades, y se usaron en el desarrollo del juego Secret of Evermore .  Estas dos unidades de Squaresoft están en manos de un coleccionista.